# Сергеев, Павел Александрович
Па́вел Алекса́ндрович Серге́ев (20 июня 1993, Камышин, Волгоградская область) — российский футболист, полузащитник.

## Карьера
Начал карьеру в московском «Спартаке», но, не сумел пробиться в основу и в 2012 году перешёл в тульский «Арсенал». После выхода клуба в премьер-лигу был переведён в дубль, выступавший в первенстве ПФЛ. В премьер-лиге в составе «Арсенала» дебютировал 21 марта 2015 года, когда главный тренер «Арсенала» Дмитрий Аленичев в знак протеста против переноса игры в Москву выставил дублирующий состав против ЦСКА. Матч завершился со счётом 4:1 в пользу армейцев, Сергеев отыграл 23 минуты.
В июне 2016 года подписал контракт с ивановским «Текстильщиком». В дебютном матче в рамках Кубка России отметился голом в ворота костромского «Динамо-СТАРТ». Всего в первенстве страны провёл за команду 38 игр и забил два гола. В январе 2018 года по взаимному согласию сторон расторг контракт.